# Cunit
Cunit es un municipio costero de la Costa Dorada localizado en la comarca del Bajo Panadés, en la provincia de Tarragona, comunidad autónoma de Cataluña, España.

## Geografía
Cunit se encuentra situado en la comarca del Bajo Panadés y en la provincia de Tarragona aunque está incluido en la tercera corona de la región urbana de Barcelona. Limita con Segur de Calafell (localidad del municipio de Calafell), de la misma comarca, así como con Cubellas, en la comarca del Garraf, y Castellet y Gornal, en la comarca del Alto Panadés, ambos de la provincia de Barcelona.
Su paisaje es típicamente mediterráneo; desde los 2,5 km de playas de arena fina, protegidas por los espigones que le proporciona sus formas semicirculares características, pasando por las planicies agrícolas (denominadas Prats de Cunit i Plana del Castell) hasta las sierras del centro (sierra de Sant Antoni) y norte del municipio, siendo parte de las últimas montañas de la sierra litoral catalana.
Las montañas más altas se encuentran en las sierras del norte. Destacan el cerro de Cal Santó, con 141 metros de altura, el cerro del Avenc (141,2 m) y el pico de la Nina (194,9 m).
| Calafell         | Castellet y Gornal | Cubellas         |
| Calafell         |                    | Cubellas         |
| Mar Mediterráneo | Mar Mediterráneo   | Mar Mediterráneo |

### Climatología
Su clima mediterráneo le proporciona inviernos suaves y veranos calurosos. 

### Hidrología
Cunit pertenece al sistema hídrico de las cuencas internas de Cataluña, y en concreto a la cuenca de torrentes de Calafell - Torredembarra.
Minitransvase del Ebro
El agua que se consume en el municipio proviene del Ebro a través del minitrasvase del Ebro (CAT) Consorci d'Aigües de Tarragona - Consorcio de Aguas de Tarragona).
Rieras y torrentes
El término está atravesado de norte a sur por torrentes y rieras. Los más destacados son el torrente de Cal Cove, que proviene de la zona del fondo d'en Roig, la riera de Cunit, también conocida como torrente de Sant Antoni, y el torrente d'en Pedró, en el límite con Cubellas; en el pasado alimentaban los humedales conocidos como Prados de Cunit.
Desalinizadora
Estaba prevista la construcción de la tercera planta de desalación del litoral catalán en la zona del Mas Peirot (muy próxima a Cubellas) con el objetivo de abastecer agua a la red de Tarragona (CAT) en verano y a la de Barcelona (ATLL) en invierno. Su entrada en funcionamiento sería para el 2010, aportando 20 hm³/año y alcanzando los 60hm³/año en el 2012. El plan de impacto ambiental estaba desarrollado por Informes y Proyectos bajo la supervisión de la Agència Catalana de l'Aigua. En noviembre de 2010 se confirmó la no construcción de dicha instalación.
Humedales
Actualmente de los humedales de Cunit (Maresmes o Aiguamolls en catalán) solo queda un reducto limitado por la zona virgen que queda entre el mar y la estación de ferrocarril; es una zona de natural inundabilidad documentada en la prehistoria y en la historia clásica del municipio a pesar de que antiguamente ocupaban casi todo el litoral municipal. 
Los pequeños montes, de pendiente más o menos suaves descienden hasta la plana costera donde la dinámica litoral creó numerosos estanques, como el de la 'Mar Morta'. Junto a otras zonas de la Costa Dorada constituye Las Marismas del Panadés. Cada una de estas tierras bajas o Prados, se acompañaba del nombre de cada pueblo por tanto las del municipio son conocidos como Prados de Cunit.
Estos humedales daban el nombre de Ça Lacuna a un asentamiento situado por la zona de la actual urbanización Cunidor-Cunit Diagonal durante la Alta Edad Media tal y como aparece en cartografía de la época. 
La mano del hombre ha acabado desecando estas marismas o humedales que fueron lugar de paso y hasta de nidificación de muchas aves acuáticas. WWF/Adena propone al municipio para su inclusión en las listas oficiales de LIC (Lugar de Interés Comunitario) para el ámbito territorial descrito como bancos de arena cubiertos permanentemente por agua marina poco profunda.
De acuerdo con el POUM, la zona de los últimos humedales municipales han sido declarados como suelo urbanizable.
Inundabilidad
- Mapa de Zonas Inundables Archivado el 15 de abril de 2019 en Wayback Machine.

### Masa forestal
Las montañas de las sierras de Sant Antoni y del norte del municipio, están constituidas por bosques secundarios semivirgenes. Constituyen aproximadamente el 35% del término municipal, y se caracterizan por estar pobladas de pinedas bien preservadas y bastante frondosas, entre los que de manera discontinua podemos encontrar campos de viña y almendros.
A principios del año 2008 se hace pública la composición de la Agrupación de Defensa Forestal ADF Cunit encargada de preservar dichos bosques.

### Ámbito marino

#### Playas

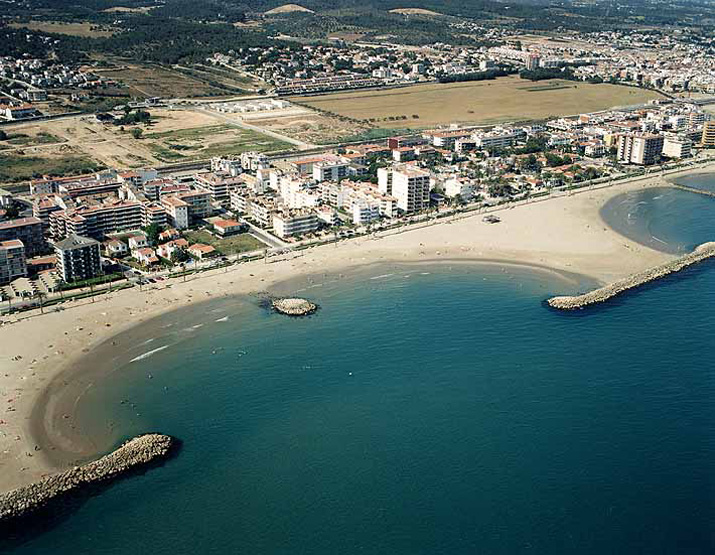
Playas de Cunit

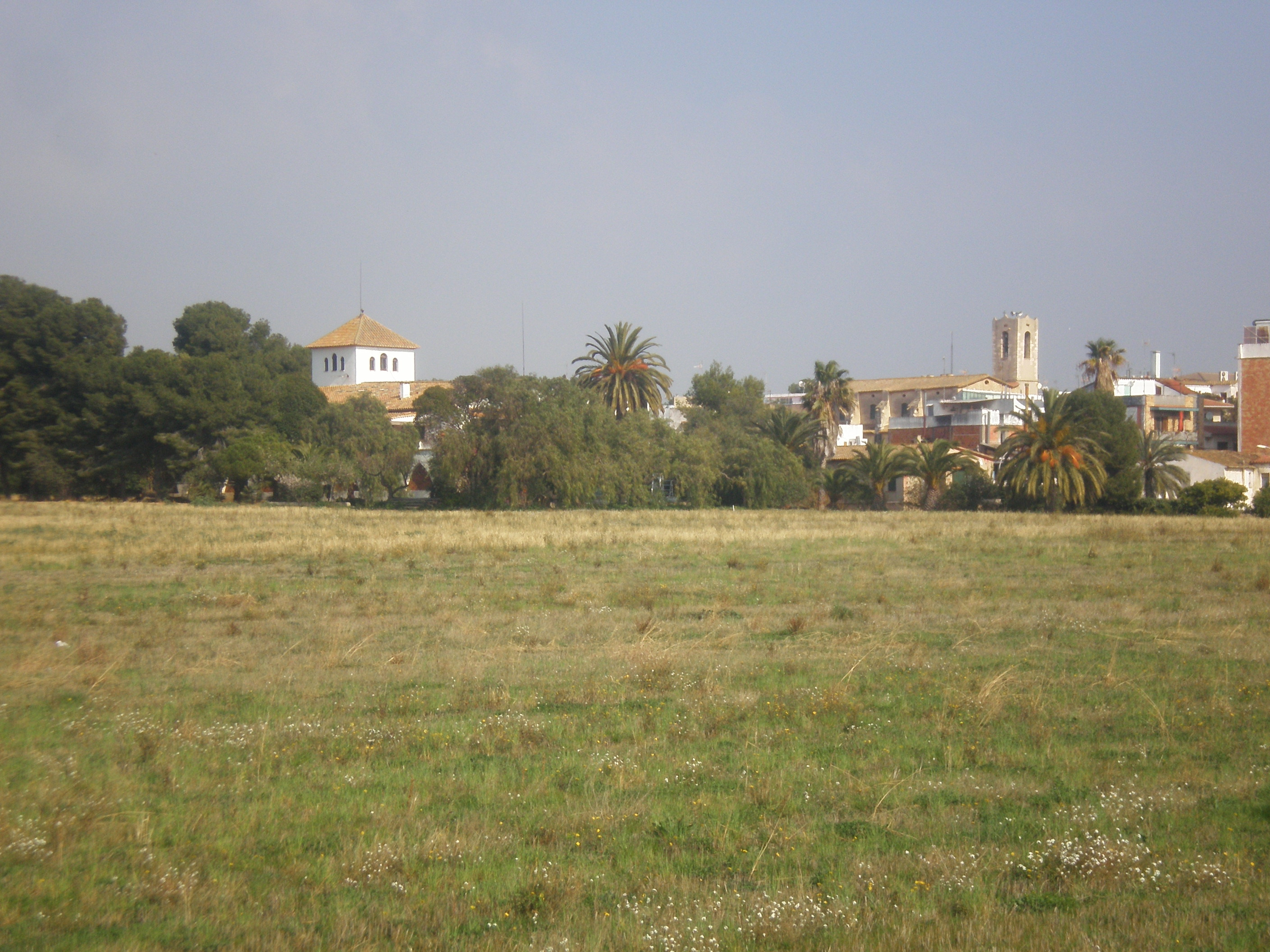
Plana del Castell

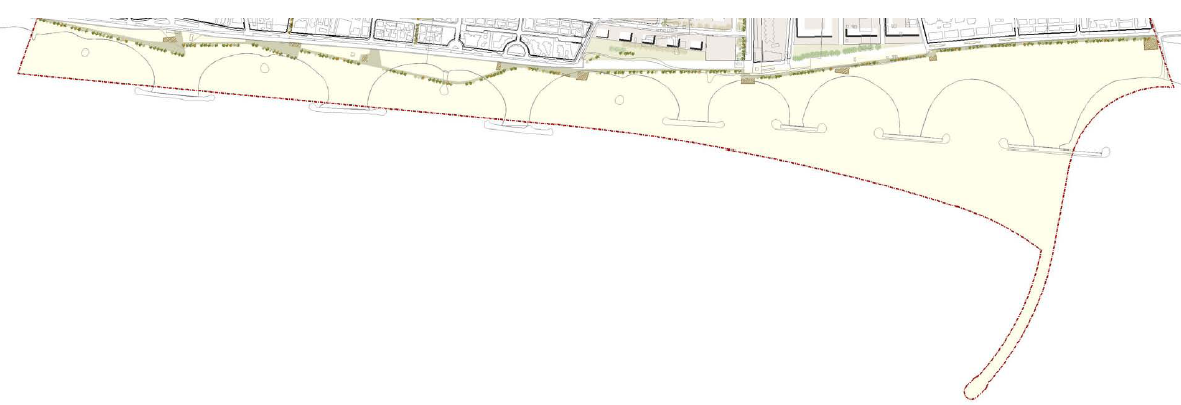
Proyecto de reforma del litoral de Cunit en 2010. Comparación con la situación en la actualidad

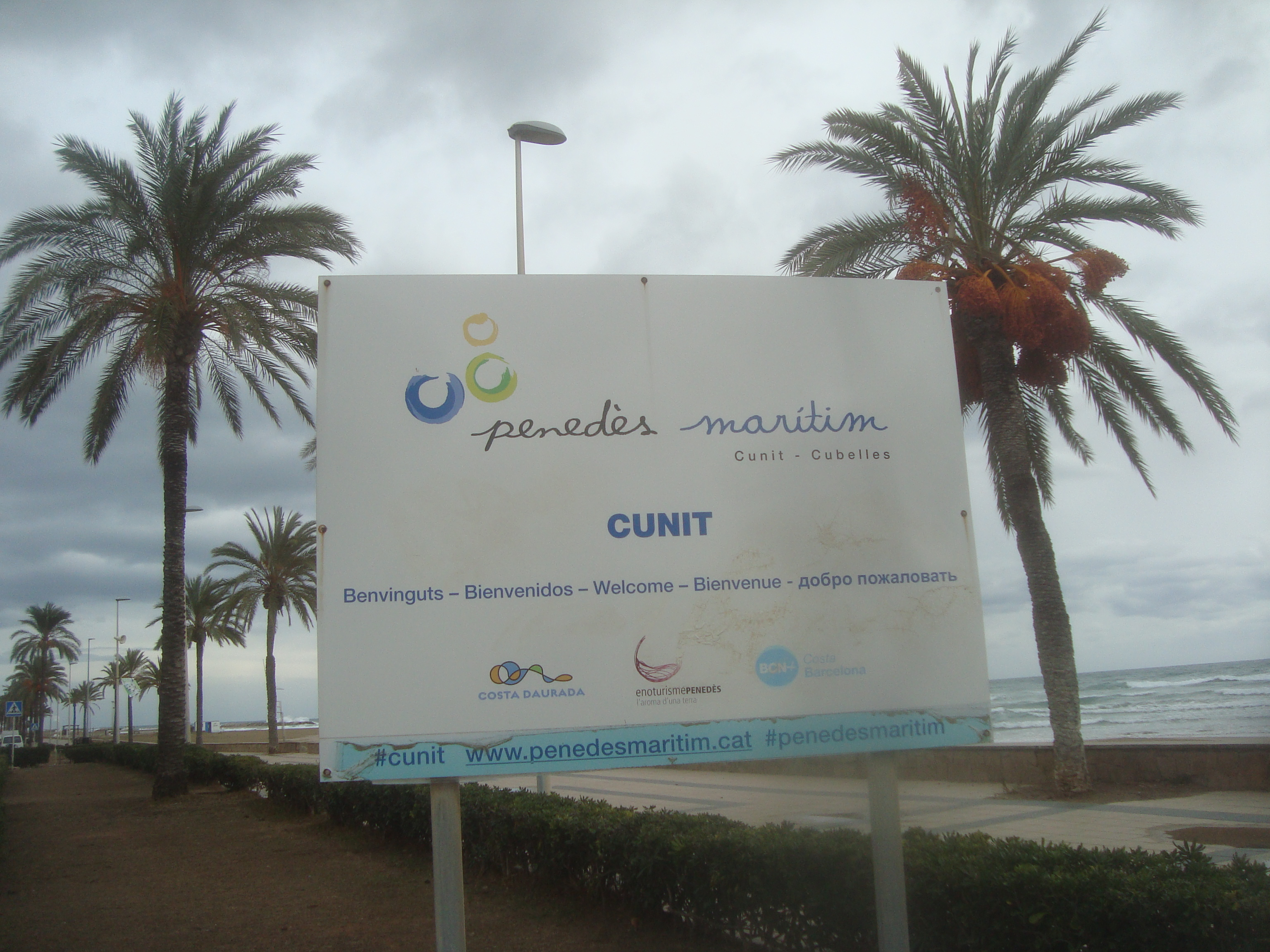
Cunit, Penedès Marítim.

Uno de los principales atractivos del municipio son sus 2 kilómetros y medio de playas de arena fina dorada en forma de calas, protegidas por 7 espigones longitudinales más 4 en forma de isleta. Dichos espigones se tuvieron que construir a principios de los años 80 debido a que las construcciones del pantano del Foix así como los puertos de Cubellas (por el norte) y de Segur de Calafell (por el sur) ocasionaron la alteración de los equilibrios morfodinamicos, siendo el efecto visible la pérdida de sus playas. Desde 1997 está recibiendo el galardón de Bandera Azul otorgado por la Fundación Europea de Educación Ambiental.

#### Ordenamiento de costas
La concentración de infraestructuras de gran impacto medioambiental sobre el territorio y la costa, cómo el futuro puerto deportivo en Cubellas, la existencia de una planta térmica de ciclo combinado, la ubicación de una planta desaladora ha abierto un debate que incluye la reforma de los actuales espigones que para unos no realizan la tarea de proteger las playas y a la vez suponen un riesgo añadido mientras que para otros constituye un elemento diferenciador frente a los municipios vecinos. 
En 2010, el Ministerio de Medio Ambiente propuso sustituir los actuales espigones por uno transversal a la actual línea de costa, de más de 300 metros de longitud, en la zona próxima al puerto de Cubellas; dicho espigón generaría una playa lineal muy ancha (entre 250 metros de ancho desde el paseo hasta la línea de mar en la zona del espigón, hasta los 50 metros en el límite con Segur de Calafell, término municipal de Calafell).

En 2010 encargaron un informe sobre el ordenamiento de playas a la universidad de Cantabria para adoptar una solución a la ordenación de las costas de Cunit.
Finalmente se decidió la no ordenación de las costas
Véase playa de Cunit

#### Fondo marino
WWF/Adena propone al municipio para su inclusión en las listas oficiales de LIC (Lugar de Interés Comunitario) para el ámbito marítimo descrito como praderas de posidonia oceánica.

## Historia
Los orígenes de Cunit se remontan a la época prehistórica, habiéndose encontrado restos arqueológicos del 3700 a. C.

### Primeros pobladores
Los primeros pobladores del término aparecen documentados en un total de seis yacimientos bien catalogados. 
Se trata de un poblamiento disperso y numeroso. Mantiene un símil constante con otros términos vecinos de la fachada marítima del Panadés donde se realiza un intenso tráfico comercial con marchantes punicobusitanos. Una relación que sin duda, tuvo su propio peso en la transformación de los hábitos y costumbres de los primeros pobladores.

### Yacimientos arqueológicos

#### Terrestres
- Departamento de Cultura y Educación de la Generalidad de Cataluña
- Fondo d'en Roig

## Símbolos
- El escudo heráldico de Cunit se define por el siguiente blasón:

«Escudo en losanje de ángulos rectos partido: 1º de azur, una palmera de oro; 2º de oro, 4 palos de gules. Por timbre una corona mural de pueblo.»
Aprobado el 7 de julio de 1987 y publicado en el DOGC el 24 de julio del mismo año con el número 868.
La palmera es el atributo de san Cristóbal, patrón del pueblo. Los cuatro palos de Cataluña (la señal real) recuerdan la jurisdicción real sobre la localidad.
- La bandera de Cunit tiene la siguiente descripción:

«Bandera apaisada de proporciones dos de alto por tres de ancho, dividida verticalmente en dos partes, la primera y al lado del palo, de anchura de 1/3 del total del ancho de la tela, azul y cargada con una palmera de altura de 7/9 partes del alto de la tela, amarilla; y la segunda de anchura 2/3 partes del ancho de la tela, compuesta alternativamente de nueve fajas iguales, cinco de amarillas y cuatro de rojas alternadas.»
Aprobada el 7 de octubre de 1991 y publicada en el DOGC el 21 del mismo mes con número 1508.

### Símbolos antiguos
Hasta la aprobación de la ley de 8/1987, del 15 de abril, municipal y de régimen local de Cataluña y posterior reglamento sobre los símbolos municipales, se usaba como escudo municipal el escudo de Cataluña con acompañamientos. A partir de la aprobación de dicha ley, se prohíbe el uso de dicho escudo como escudo municipal y se inició el proceso de definición y adopción de uno nuevo, dando lugar al actual. 
Actualmente aún se puede ver el antiguo escudo en placas de calle del Núcleo antiguo y Valparaíso playa así como representar parte del escudo del Club Ciclista Cunit.

### Usos de los símbolos municipales
En la actualidad el uso del escudo municipal por parte del ayuntamiento se reserva casi exclusivamente a la documentación oficial, usando preferentemente para otros tipos de comunicaciones del ayuntamiento la marca institucional o logotipo turístico.
Dicho escudo es también usado como parte de los emblemas de diversas asociaciones y clubes municipales además de ser la base para del emblema de la comisión de carnaval, siendo un toque humorístico del mismo.
Para fiestas municipales y tras la iniciativa del verano de 2008 llevada a cabo por el Diari de Tarragona y el ayuntamiento de Cunit, los ciudadanos pudieron adquirir la bandera municipal para que pudieran colgarla en los balcones durante dichas celebraciones. Dicha iniciativa se lleva realizando desde 2007 en diversos municipios de la provincia.

## Geografía humana

### Demografía
Cuenta con una población de 15 804 habitantes (INE 2024).
| Gráfica de evolución demográfica de Cunit entre 1842 y 2021 |
| |
| Población de derecho según los censos de población del INE Población de hecho según los censos de población del INEEntre el censo de 1857 y el anterior, crece el término del municipio porque incorpora a 435013 (Montagut) |

En 1590, a pesar de que el municipio había quedado casi despoblado debido a las incursiones de piratas sobre 1581, el Mas de Vilaseca permaneció habitado. También se tiene referencia de la existencia de un núcleo de pescadores cercano a la costa, entre 1638 y 1670, pescadores que de tiempo inmemorial y de consuetud antiquísima tenían licencia para entrar a pescar los domingos y días de fiestas de guardar durante la tarde, pagando el diezmo del pescado a la obra de la parroquia.
A partir de 1960 se convierte en un centro de vacaciones y veraneo para los habitantes del área metropolitana de Barcelona, que comienzan a establecer sus segundas residencias en esta área de la Costa Dorada.
La población actual se sitúa en torno a los 12 059 habitantes. Parte de esta nueva población procede de Barcelona e inmediaciones así como en menor medida del Campo de Tarragona y Zaragoza. Cabe destacar que en los últimos años parte de la nueva población procede de fuera de España.
No obstante, se conoce la existencia de un importante número de personas no empadronadas pero que tienen su residencia fija en el municipio. Cabe destacar que se estima que si todas las viviendas actuales 2011 fueran usadas como primera residencia se estima que la población alcanzaría los 40 000 habitantes, como se puede constatar algunos días de la temporada veraniega.

### Economía
En las últimas tres décadas, la estructura del tejido económico del municipio se ha diseñado en torno al sector de la construcción o derivados. Es por eso la única industria de una cierta importancia.

#### Agricultura
La superficie agrícola es de 499 ha. La viña, que en 1900 cubría 300 ha, se ha reducido considerablemente (96 ha); siguen los cereales (299 ha), los algarrobos (11 ha), los olivos (36 ha) y los almendros (18 ha). 

#### Hostelería y turismo
Cunit dispone, desde agosto de 2008, de dos hoteles (uno de 3 estrellas estacional para el verano y otro de 4 estrellas abierto todo el año), algunos hostales y el Camping Mar de Cunit frente al mar (según el POUM este debe cerrar).

### Transportes y movilidad
Cunit goza de un amplio abanico de transportes que discurren por su término municipal, además de múltiples infraestructuras próximas a él. El término municipal de Cunit, así como las diferentes paradas que realizan los transportes públicos, están situados en la zona tarifaria 5A de la ATM Àrea de Barcelona y de la zona tarifaria 2.4 de la ATM del Campo de Tarragona 

#### Carreteras
Carretera C-31 Antigua carretera C-246 (avenida de Barcelona): es la principal vía de acceso al municipio debido a que lo atraviesa paralelo a la línea de costa; travesía urbana en todo el tramo esta vía se caracteriza por disponer de 4 carriles, dos por sentido separados por medianas de tal forma que los carriles centrales sirven para aquellos vehículos de paso mientras que los 2 laterales permiten acceder a las distintas urbanizaciones. En ella se pueden encontrar gran multitud de servicios, desde gasolineras hasta bancos y cajas pasando por diversos supermercados, entre otros. 
Su IMD(2007) al paso por el término municipal es de 20.000 vehículos diarios con un 3,50% del tráfico correspondiendo a vehículos pesados
Autopista de peaje C-32 - rama sur Antigua autopista A-16 (Autopista de Pau Casals): sin salida directa al municipio, la única forma de llegar a este es saliendo por la salida 13 (Cubellas - Cunit) y continuar por la C-31 hasta Cunit; si se viene de Barcelona también se puede acceder a las urbanizaciones del Rectoret, Can Nicolau, etc. a través de la salida 10 (Segur de Calafell)
Su IMD(2007) al paso por el término municipal es de 25.642 vehículos diarios con un 7.89% de tráfico de vehículos pesados
Red de carreteras de locales: a través de estas se puede acceder a las urbanizaciones del norte del municipio así como a otros núcleos como Clariana, Gornal y Castellet (Castellet y Gornal) o a las urbanizaciones próximas de Calafell y Cubellas

#### Ferrocarril
Cunit dispone de una única estación homónima situada próxima al centro del pueblo; en la actualidad, por esta, pasan multitud de trenes realizando únicamente parada aquellos de la línea R2Sud de Cercanías Barcelona (San Vicente de Calders|Villanueva y Geltrú <> Estación de Francia (Barcelona)) con destino estación de Francia (Barcelona) y San Vicente de Calders así como algún regional procedente o con destino Lérida Pirineos o Tarragona-Reus. Dicha estación se encuentra en la zona tarifaria 5 de cercanías renfe.
Para los trenes de cercanías y regionales hasta San Vicente de Calders pueden usarse los billetes de cercanías renfe y los billetes integrados de la ATM Área de Barcelona

#### Autobuses
Cunit no dispone de estación de autobuses pero sí de diversas paradas dentro de su término municipal
Autobuses interurbanos: circulan a lo largo de la C-31 realizando paradas en el Supermercado Avui (entre Segur de Calafell y Cunit), Can Nicolau-La Ponderosa, El Prat-Zona Escolar, Cunit Pueblo, Camping La Rueda (Cubellas). Las líneas habituales que prestan servicio al municipio son: Vendrell - Villanueva y Geltrú, Calafell - Barcelona (por el aeropuerto), Villanueva y Geltrú - Tarragona, así como en verano la línea Zaragoza - Sitges.
Pueden usarse los billetes integrados ATM Área de Barcelona para ir entre Vendrell y Barcelona y los ATM Campo de Tarragona para ir entre Cunit, Vendrell y Tarragona

#### Transportes cercanos
A menos de 20 kilómetros encontramos la barrera del mediterráneo, la unión de las autopistas AP-2 y AP-7; desde estas se puede acceder al municipio mediante las carreteras C-31 o C-32
Los aeropuertos de Barcelona y Reus, las estaciones de trenes de alta velocidad de Campo de Tarragona y Barcelona Sants así como los puertos de Barcelona y Tarragona están a menos de una hora de trayecto desde Cunit.

## Administración y política

#### Evolución del censo electoral de españoles residentes en España (CER)

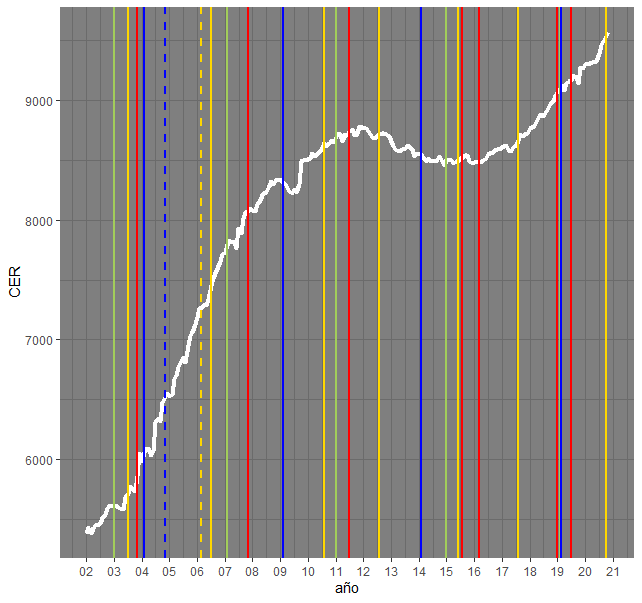
Fuente

| Color  | Trazo       | Tipo elecciones                         | Además, pueden votar          |
| ------ | ----------- | --------------------------------------- | ----------------------------- |
| Verde  | Continuo    | Elecciones municipales en España        | otras nacionalidades          |
| Dorado | Continuo    | Elecciones al Parlamento de Cataluña    |                               |
| Dorado | Discontinuo | Referéndum asunto catalán con Censo CER |                               |
| Rojo   | Continuo    | Elecciones generales de España          |                               |
| Azul   | Continuo    | Elecciones al Parlamento Europeo        | otras nacionalidades europeas |
| Azul   | Discontinuo | Referéndum asusto europeo               |                               |

| Fecha      | CER  | Elecciones                                                                          |
| ---------- | ---- | ----------------------------------------------------------------------------------- |
| 01/01/2002 | 5382 |                                                                                     |
| 01/02/2002 | 5428 |                                                                                     |
| 01/03/2002 | 5384 |                                                                                     |
| 01/04/2002 | 5422 |                                                                                     |
| 01/05/2002 | 5444 |                                                                                     |
| 01/06/2002 | 5450 |                                                                                     |
| 01/07/2002 | 5466 |                                                                                     |
| 01/08/2002 | 5503 |                                                                                     |
| 01/09/2002 | 5537 |                                                                                     |
| 01/10/2002 | 5587 |                                                                                     |
| 01/11/2002 | 5617 |                                                                                     |
| 01/12/2002 | 5608 |                                                                                     |
| 01/01/2003 | 5603 | Elecciones municipales de España de 2003                                            |
| 01/02/2003 | 5619 |                                                                                     |
| 01/03/2003 | 5601 |                                                                                     |
| 01/04/2003 | 5586 |                                                                                     |
| 01/05/2003 | 5584 |                                                                                     |
| 01/06/2003 | 5682 |                                                                                     |
| 01/07/2003 | 5719 | Elecciones al Parlamento de Cataluña de 2003                                        |
| 01/08/2003 | 5771 |                                                                                     |
| 01/09/2003 | 5756 |                                                                                     |
| 01/10/2003 | 5729 |                                                                                     |
| 01/11/2003 | 5858 | Elecciones generales de España de 2004                                              |
| 01/12/2003 | 6049 |                                                                                     |
| 01/01/2004 | 5980 |                                                                                     |
| 01/02/2004 | 6059 | Elecciones al Parlamento Europeo de 2004                                            |
| 01/03/2004 | 6087 |                                                                                     |
| 01/04/2004 | 6089 |                                                                                     |
| 01/05/2004 | 6032 |                                                                                     |
| 01/06/2004 | 6069 |                                                                                     |
| 01/07/2004 | 6312 |                                                                                     |
| 01/08/2004 | 6343 |                                                                                     |
| 01/09/2004 | 6316 |                                                                                     |
| 01/10/2004 | 6473 |                                                                                     |
| 01/11/2004 | 6517 | Referéndum sobre la Constitución Europea en España                                  |
| 01/12/2004 | 6550 |                                                                                     |
| 01/01/2005 | 6527 |                                                                                     |
| 01/02/2005 | 6546 |                                                                                     |
| 01/03/2005 | 6673 |                                                                                     |
| 01/04/2005 | 6703 |                                                                                     |
| 01/05/2005 | 6766 |                                                                                     |
| 01/06/2005 | 6819 |                                                                                     |
| 01/07/2005 | 6853 |                                                                                     |
| 01/08/2005 | 6814 |                                                                                     |
| 01/09/2005 | 6951 |                                                                                     |
| 01/10/2005 | 7028 |                                                                                     |
| 01/11/2005 | 7064 |                                                                                     |
| 01/12/2005 | 7128 |                                                                                     |
| 01/01/2006 | 7184 |                                                                                     |
| 01/02/2006 | 7262 |                                                                                     |
| 01/03/2006 | 7262 | Referéndum estatutario en Cataluña de 2006                                          |
| 01/04/2006 | 7300 |                                                                                     |
| 01/05/2006 | 7286 |                                                                                     |
| 01/06/2006 | 7337 |                                                                                     |
| 01/07/2006 | 7456 | Elecciones al Parlamento de Cataluña de 2006                                        |
| 01/08/2006 | 7514 |                                                                                     |
| 01/09/2006 | 7555 |                                                                                     |
| 01/10/2006 | 7612 |                                                                                     |
| 01/11/2006 | 7654 |                                                                                     |
| 01/12/2006 | 7714 |                                                                                     |
| 01/01/2007 | 7729 |                                                                                     |
| 01/02/2007 | 7787 | Elecciones municipales de España de 2007                                            |
| 01/03/2007 | 7835 |                                                                                     |
| 01/04/2007 | 7811 |                                                                                     |
| 01/05/2007 | 7821 |                                                                                     |
| 01/06/2007 | 7762 |                                                                                     |
| 01/07/2007 | 7932 |                                                                                     |
| 01/08/2007 | 7892 |                                                                                     |
| 01/09/2007 | 8017 |                                                                                     |
| 01/10/2007 | 8063 |                                                                                     |
| 01/11/2007 | 8076 | Elecciones generales de España de 2008                                              |
| 01/12/2007 | 8095 |                                                                                     |
| 01/01/2008 | 8084 |                                                                                     |
| 01/02/2008 | 8070 |                                                                                     |
| 01/03/2008 | 8133 |                                                                                     |
| 01/04/2008 | 8151 |                                                                                     |
| 01/05/2008 | 8209 |                                                                                     |
| 01/06/2008 | 8228 |                                                                                     |
| 01/07/2008 | 8237 |                                                                                     |
| 01/08/2008 | 8286 |                                                                                     |
| 01/09/2008 | 8321 |                                                                                     |
| 01/10/2008 | 8302 |                                                                                     |
| 01/11/2008 | 8339 |                                                                                     |
| 01/12/2008 | 8333 |                                                                                     |
| 01/01/2009 | 8342 |                                                                                     |
| 01/02/2009 | 8318 | Elecciones al Parlamento Europeo de 2009                                            |
| 01/03/2009 | 8298 |                                                                                     |
| 01/04/2009 | 8276 |                                                                                     |
| 01/05/2009 | 8245 |                                                                                     |
| 01/06/2009 | 8225 |                                                                                     |
| 01/07/2009 | 8261 |                                                                                     |
| 01/08/2009 | 8236 |                                                                                     |
| 01/09/2009 | 8303 |                                                                                     |
| 01/10/2009 | 8490 |                                                                                     |
| 01/11/2009 | 8503 |                                                                                     |
| 01/12/2009 | 8500 |                                                                                     |
| 01/01/2010 | 8510 |                                                                                     |
| 01/02/2010 | 8519 |                                                                                     |
| 01/03/2010 | 8561 |                                                                                     |
| 01/04/2010 | 8535 |                                                                                     |
| 01/05/2010 | 8547 |                                                                                     |
| 01/06/2010 | 8570 |                                                                                     |
| 01/07/2010 | 8598 |                                                                                     |
| 01/08/2010 | 8640 | Elecciones al Parlamento de Cataluña de 2010                                        |
| 01/09/2010 | 8621 |                                                                                     |
| 01/10/2010 | 8640 |                                                                                     |
| 01/11/2010 | 8671 |                                                                                     |
| 01/12/2010 | 8649 |                                                                                     |
| 01/01/2011 | 8691 | Elecciones municipales de España de 2011                                            |
| 01/02/2011 | 8728 |                                                                                     |
| 01/03/2011 | 8718 |                                                                                     |
| 01/04/2011 | 8656 |                                                                                     |
| 01/05/2011 | 8718 |                                                                                     |
| 01/06/2011 | 8706 |                                                                                     |
| 01/07/2011 | 8743 | Elecciones generales de España de 2011                                              |
| 01/08/2011 | 8756 |                                                                                     |
| 01/09/2011 | 8714 |                                                                                     |
| 01/10/2011 | 8708 |                                                                                     |
| 01/11/2011 | 8776 |                                                                                     |
| 01/12/2011 | 8785 |                                                                                     |
| 01/01/2012 | 8768 |                                                                                     |
| 01/02/2012 | 8772 |                                                                                     |
| 01/03/2012 | 8739 |                                                                                     |
| 01/04/2012 | 8718 |                                                                                     |
| 01/05/2012 | 8690 |                                                                                     |
| 01/06/2012 | 8688 |                                                                                     |
| 01/07/2012 | 8698 |                                                                                     |
| 01/08/2012 | 8719 | Elecciones al Parlamento de Cataluña de 2012                                        |
| 01/09/2012 | 8723 |                                                                                     |
| 01/10/2012 | 8726 |                                                                                     |
| 01/11/2012 | 8716 |                                                                                     |
| 01/12/2012 | 8699 |                                                                                     |
| 01/01/2013 | 8660 |                                                                                     |
| 01/02/2013 | 8615 |                                                                                     |
| 01/03/2013 | 8592 |                                                                                     |
| 01/04/2013 | 8577 |                                                                                     |
| 01/05/2013 | 8573 |                                                                                     |
| 01/06/2013 | 8590 |                                                                                     |
| 01/07/2013 | 8603 |                                                                                     |
| 01/08/2013 | 8630 |                                                                                     |
| 01/09/2013 | 8620 |                                                                                     |
| 01/10/2013 | 8593 |                                                                                     |
| 01/11/2013 | 8533 |                                                                                     |
| 01/12/2013 | 8557 |                                                                                     |
| 01/01/2014 | 8552 |                                                                                     |
| 01/02/2014 | 8547 | Elecciones al Parlamento Europeo de 2014                                            |
| 01/03/2014 | 8523 |                                                                                     |
| 01/04/2014 | 8493 |                                                                                     |
| 01/05/2014 | 8516 |                                                                                     |
| 01/06/2014 | 8493 |                                                                                     |
| 01/07/2014 | 8502 |                                                                                     |
| 01/08/2014 | 8492 |                                                                                     |
| 01/09/2014 | 8502 |                                                                                     |
| 01/10/2014 | 8538 |                                                                                     |
| 01/11/2014 | 8491 |                                                                                     |
| 01/12/2014 | 8462 |                                                                                     |
| 01/01/2015 | 8501 | Elecciones municipales de España de 2015                                            |
| 01/02/2015 | 8506 |                                                                                     |
| 01/03/2015 | 8499 |                                                                                     |
| 01/04/2015 | 8474 |                                                                                     |
| 01/05/2015 | 8492 |                                                                                     |
| 01/06/2015 | 8492 | Elecciones al Parlamento de Cataluña de 2015                                        |
| 01/07/2015 | 8513 |                                                                                     |
| 01/08/2015 | 8516 | Elecciones generales de España de 2015                                              |
| 01/09/2015 | 8542 |                                                                                     |
| 01/10/2015 | 8544 |                                                                                     |
| 01/11/2015 | 8490 |                                                                                     |
| 01/12/2015 | 8477 |                                                                                     |
| 01/01/2016 | 8487 |                                                                                     |
| 01/02/2016 | 8483 |                                                                                     |
| 01/03/2016 | 8483 | Elecciones generales de España de 2016                                              |
| 01/04/2016 | 8482 |                                                                                     |
| 01/05/2016 | 8501 |                                                                                     |
| 01/06/2016 | 8520 |                                                                                     |
| 01/07/2016 | 8548 |                                                                                     |
| 01/08/2016 | 8555 |                                                                                     |
| 01/09/2016 | 8565 |                                                                                     |
| 01/10/2016 | 8582 |                                                                                     |
| 01/11/2016 | 8590 |                                                                                     |
| 01/12/2016 | 8589 |                                                                                     |
| 01/01/2017 | 8610 |                                                                                     |
| 01/02/2017 | 8614 |                                                                                     |
| 01/03/2017 | 8628 |                                                                                     |
| 01/04/2017 | 8572 |                                                                                     |
| 01/05/2017 | 8574 |                                                                                     |
| 01/06/2017 | 8612 |                                                                                     |
| 01/07/2017 | 8629 |                                                                                     |
| 01/08/2017 | 8671 | Elecciones al Parlamento de Cataluña de 2017                                        |
| 01/09/2017 | 8714 |                                                                                     |
| 01/10/2017 | 8703 |                                                                                     |
| 01/11/2017 | 8716 |                                                                                     |
| 01/12/2017 | 8730 |                                                                                     |
| 01/01/2018 | 8767 |                                                                                     |
| 01/02/2018 | 8775 |                                                                                     |
| 01/03/2018 | 8788 |                                                                                     |
| 01/04/2018 | 8815 |                                                                                     |
| 01/05/2018 | 8866 |                                                                                     |
| 01/06/2018 | 8883 |                                                                                     |
| 01/07/2018 | 8865 |                                                                                     |
| 01/08/2018 | 8911 |                                                                                     |
| 01/09/2018 | 8932 |                                                                                     |
| 01/10/2018 | 8967 |                                                                                     |
| 01/11/2018 | 8992 |                                                                                     |
| 01/12/2018 | 9040 |                                                                                     |
| 01/01/2019 | 9070 | Elecciones generales de España de abril de 2019                                     |
| 01/02/2019 | 9099 | Elecciones municipales de España de 2019 y Elecciones al Parlamento Europeo de 2019 |
| 01/03/2019 | 9125 |                                                                                     |
| 01/04/2019 | 9087 |                                                                                     |
| 01/05/2019 | 9145 |                                                                                     |
| 01/06/2019 | 9158 |                                                                                     |
| 01/07/2019 | 9168 | Elecciones generales de España de noviembre de 2019                                 |
| 01/08/2019 | 9213 |                                                                                     |
| 01/09/2019 | 9196 |                                                                                     |
| 01/10/2019 | 9147 |                                                                                     |
| 01/11/2019 | 9275 |                                                                                     |
| 01/12/2019 | 9273 |                                                                                     |
| 01/01/2020 | 9303 |                                                                                     |
| 01/02/2020 | 9306 |                                                                                     |
| 01/03/2020 | 9311 |                                                                                     |
| 01/04/2020 | 9320 |                                                                                     |
| 01/05/2020 | 9317 |                                                                                     |
| 01/06/2020 | 9326 |                                                                                     |
| 01/07/2020 | 9399 |                                                                                     |
| 01/08/2020 | 9460 |                                                                                     |
| 01/09/2020 | 9499 |                                                                                     |
| 01/10/2020 | 9538 | Elecciones al Parlamento de Cataluña de 2021                                        |
| 01/11/2020 | 9572 |                                                                                     |
| 01/12/2020 | 9639 |                                                                                     |

#### Elecciones municipales
| Periodo   | Nombre                                                                         | Partido                           |
| --------- | ------------------------------------------------------------------------------ | --------------------------------- |
| 1979-1983 | Jaume Vidal i Almirall                                                         | Cunit Unit (CU)                   |
| 1983-1987 | Jaume Vidal i Almirall                                                         | CiU                               |
| 1987-1991 | Josep Solé i Rodríguez                                                         | CiU                               |
| 1991-1995 | Josep Solé i Rodríguez                                                         | CiU                               |
| 1995-1999 | Daniel Coll i Olivé (CiU) y M. Dolors Carreras i Castany (IPC)                 | CiU; Independents Per Cunit (IPC) |
| 1999-2003 | M. Dolors Carreras i Castany                                                   | PSC                               |
| 2003-2007 | M. Dolors Carreras i Castany                                                   | PSC                               |
| 2007-2011 | M. Dolors Carreras i Castany (PSC) y Judith Alberich Cano (PSC)                | PSC                               |
| 2011-2015 | Montserrat Carreras García                                                     | CiU                               |
| 2015-2019 | Montserrat Carreras García                                                     | CiU                               |
| 2019-2023 | M. Dolors Carreras i Castany (PSC) y Jaume Casañas Carballido (Impulsem Cunit) | PSC e Impulsem Cunit              |
| 2023-act. | M. Dolors Carreras i Castany                                                   | PSC                               |

- Legislatura 1995-1999 Aprobada una moción de censura en marzo de 1996 contra Daniel Coll i Olivé (CiU) y su equipo de gobierno, debe abandonar la alcaldía en favor de M. Dolors Carreras i Castany (IPC).

- Legislatura 1995-1999 Aprobada una moción de censura en febrero de 1998 contra M. Dolors Carreras i Castany (IPC) y su equipo de gobierno, debe abandonar la alcaldía en favor de Daniel Coll i Olivé (CiU).

- Legislatura 2007-2011 En agosto de 2007, M. Dolors Carreras i Castany (PSC) debe abandonar su cargo en cumplimiento de una sentencia judicial que la inhabilita para cargo público por hechos ocurridos en la legislatura 1995-1999, desde entonces ocupa la alcaldía Judith Alberich Cano (PSC).

- Legislatura 2019-2023 En junio de 2021, M. Dolors Carreras i Castany (PSC) renuncia al cargo de alcaldesa según lo estipulado en el pacto de gobierno con Impulsem Cunit. El nuevo alcalde es Jaume Casañas Carballido (Impulsem Cunit).

### Desarrollo territorial
A partir de la década de los 50 el municipio comienza un constante incremento en su población derivado de la ingauración del apeadero de ferrocarril y contagiado por el proyecto de ciudad jardín de Segur de Calafell (enlace roto disponible en Internet Archive; véase el historial, la primera versión y la última). que inició el movimiento arquitectónico modernista catalán del siglo XIX y principios del XX, en la conocida históricamente cómo cuadra de Segur.
Las primeras urbanizaciones fueron construidas por un grupo de alemanes en la zona actualmente conocida como Haug. Actualmente el municipio se encuentra dividido en las siguientes urbanizaciones y núcleos de población formando casi un continuo urbano entre ellas a excepción de Els Jardins, Els Rosers y Costa Cunit
- Cal Cego

- Can Molas 1

- Can Molas 2

- Can Molas 3

- Can Nicolau

- Can Toni

- Can Torrents

- Casc Antic
  - La Plana

- Costa Cunit

- Cunidor

- Cunit Diagonal

- Cunit Parc Central

- El Prat de Cunit

- El Rectoret

- Els Ametllers

- Els Jardins de Cunit

- Els Rosers de Cunit

- Haug

- La Baronía

- Les Sorres

- Montcunit

- Plademar

- Procunit

- Puig Pelòs

- Puig Pelòs - Ampliació

- Solcunit

- Valparaiso Muntanya

- Valparaiso Platja

- Zona Sant Jaume

#### Plan de Ordenación Urbanística Municipal (POUM)
La administración ha fijado una fecha en el horizonte, el 2020, año en el que se prevé una población de aproximadamente 20 000 a 25 000 habitantes, teniendo urbanizado el 56% del territorio municipal.
Plan de Ordenación Urbanística Municipal de Cunit.

## Cultura

### Fiestas y eventos
- Enero
  - Cabalgata de los Reyes Magos
  - Fiesta mayor de invierno: San Sebastián

- Febrero
  - Xatonada popular
  - Carnaval
    - Baile de Mantones, sábado anterior a la rúa. En la media parte se corona a la reina de carnaval i sus damas de honor
    - Baile de la Mujer, viernes anterior a la rúa. Espectáculo de boys i drag queens
    - Llegada de S.M. el Carnestoltes
    - Exposición de las carrozas locales
    - Gran Rúa del Carnaval de Cunit encabezada por S.M. el Carnestoltes (el rei dels pocasoltes) y la reina de carnaval y sus damas (elegidas en un acto celebrado a mediados de agosto del año anterior); detrás de ellos le sigue más de 70 grupos de comparsas y carrozas de todo el Panadés y parte de Tarragona con una participación en el 2010 de más de 6000 personas disfrazadas de diferentes temáticas. La rúa se inicia en la estación de ferrocarril y finaliza en la plaza de Cataluña (plaza del Casal). El recorrido de la rúa tiene una longitud de 3 kilómetros dónde se reúnen hasta 30 000 personas espectadoras (tanto disfrazadas como no). Al término de esta la mayoría de grupos se dirigen al paseo marítimo de Segur de Calafell para realizar allí otra rúa.
    - Baile de Carnaval, daile de recogida de los premios de la rúa
    - Carnaval Infantil, domingo siguiente de la rúa. Actúan grupos de animación y se da merienda para los niños
    - Entierro de la Sardina, Miércoles de Ceniza. se realiza una pequeña rúa por el pueblo paseando el cuerpo del Carnaval y finaliza en la estación dónde se realiza una sardinada popular.

- Marzo
  - Mes de la mujer
  - Media Maratón de Cunit), celebrada desde 1991

- Abril
  - Feria de Abril

- Mayo
  - Triatló de Cunit

- Junio
  - Fes Humor Cunit (Festival del Humor de Cunit)
  - Fira de Cunit, feria de comerciantes de Cunit
  - Xarel·lada de Cunit
  - Carrera nocturna de Cunit

- Julio
  - Rua Dançant al Penedès Marítim, desde 2013 se organiza este evento relacionado con el carnaval pero con recorrido diferente
  - Fiesta Mayor de Verano)
  - Diabletronik
  - Aquatlón de Cunit

- Agosto
  - Torneo Nocturno de Voley Playa 4x4
  - Carnaval
    - Elección de la Reina

- Septiembre
  - La Diada

- Octubre
  - La Castanyada

- Noviembre

- Diciembre
  - Feria de Navidad de Cunit
  - Carrera de San Silvestre

### Medios de comunicación
Radio Cunit es la emisora municipal gestionada por el ayuntamiento de Cunit. Emite en el 107.0 FM y también por internet. Sus estudios se encuentran en la c/ Francesc Macia muy próximos a la plaza de Cataluña (plaza del Casal)
Se inauguró el 24 de marzo del 2007, apadrinando la emisora por Imma Pedemonte (TV3), la alcaldesa Dolors Carreras, la regidora de comunicación Judith Alberich, la directora Sussana González, la periodista Raquel Sans y el locutor-técnico-dj Jaume Assens. Así como también el periodista Ferran Rodríguez, el hombre del tiempo del Panadés-Garraf Josep Miró, el periodista José Manuel Baselga, entre muchos otros.
Es la tercera emisora local más escuchada de la comarca del Bajo Panadés y está dentro de la cadena de emisoras de COM-Radio

## Monumentos y lugares de interés
La mayoría de turistas del pueblo poseen su segunda residencia aquí por ese hecho durante el invierno apenas hay residentes mientras que en verano la población puede multiplicarse por 2,5. En la actualidad se disponen de más de 20 urbanizaciones dentro de su término municipal, desde apartamentos hasta casas apareadas o aisladas.
El turismo municipal proviene básicamente de Barcelona y Zaragoza aunque cada vez más turistas de otros países de la Unión Europea, destacando los alemanes que visitan Cunit desde los años 60 (constructores de las primeras urbanizaciones).
Cunit forma parte de la marca turística de la diputación de Tarragona - Costa Daurada, cuyo nombre es el mismo con el cual se conocen las playas de esta provincia, aunque también forma parte de la marca "Panadés Marítimo" creada en unión con el pueblo vecino de Cubellas y que busca atraer por su cuenta al turismo sin depender de Costa Barcelona y Costa Daurada, sus actuales marcas turísticas.
La ruta de Xató, que pasa por el municipio es una ruta gastronómica por diferentes pueblos del Panadés y del Garraf con este plato típico de la región como nexo
Otro atractivo turístico del municipio es el estar bien comunicado con Barcelona, Sitges, Tarragona y con los complejos turísticos de Salou, Vilaseca y Cambrils por el sur donde se encuentra el complejo turístico PortAventura World. Además tiene un rápido acceso a las zonas de vinos y cavas del Panadés con denominación de origen.
Desde el 14 de marzo de 2021, también, habrá un globo aerostático instalado cada domingo en la avenida de Tarragona, que permitirá tener mejores vistas del paisaje y disfrutar de los hermosos atardeceres.

### Patrimonio arquitectónico
- Patrimonio histórico-artístico de Cunit

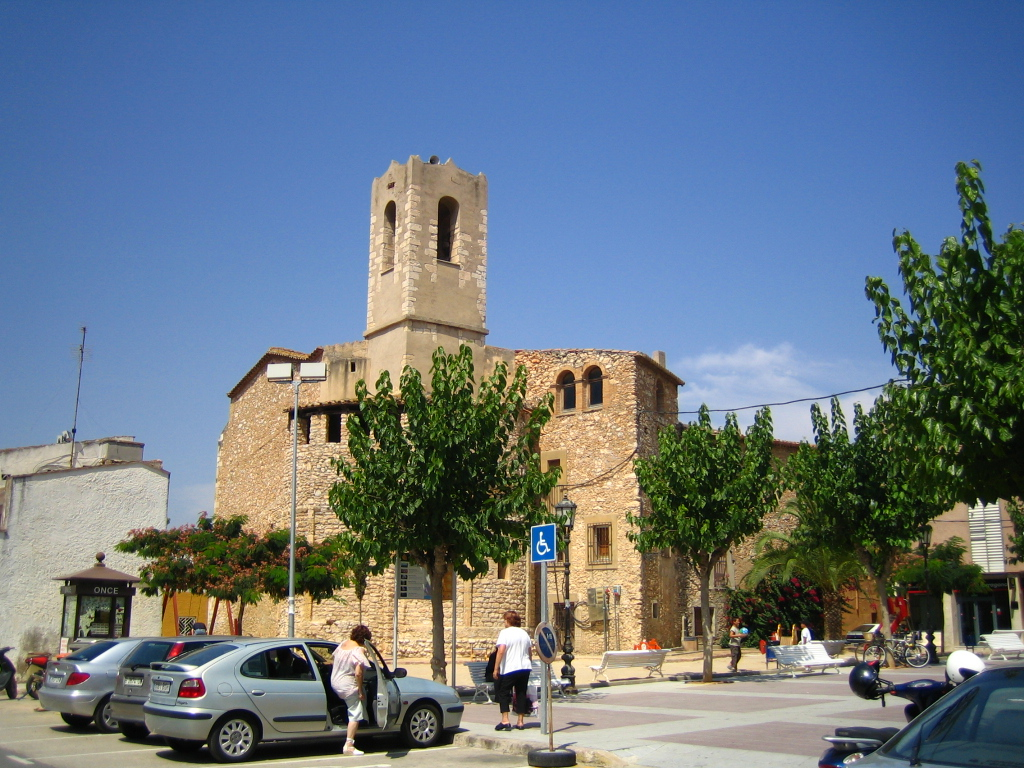
Plaza de Cataluña o del Casal

#### Iglesia románica San Cristóbal
Se conoce que en la Edad Media se excavaron túneles de comunicación que perduran y se conservan actualmente.
Concretamente conectan la iglesia románica con el histórico hostal La Diligencia.

#### Masías
- Can Torrents
- Cal Pla
- Masía San Antonio
- Mas Peirot